# Thumos

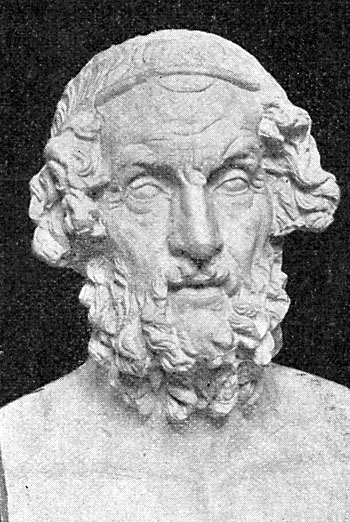
Buste d'Homère, un des auteurs ayant écrit sur le thumos

Le thumos, ou θυμός en grec est un concept philosophique antique se rapprochant du concept philosophique de la volonté. Lié au thymus, une glande thoracique chez l'Humain, il est lié aux émotions telles que la peur, la colère ou le désir. La définition exacte de ce concept dépend cependant de l'auteur antique.

## Historique
Dans l'œuvre d'Homère, le thumos désigne d'abord le "principe de vie", puis le siège spirituel et personnel des sentiments, des désirs et des passions. Le "thumos" est physiquement associé à la respiration et au sang des Hommes. Lorsqu'un héros homérique se retrouve en situation de stress émotionnel, il externalise et "converse" avec son thumos, démontrant dans la vision d'Homère une séparation nette entre la raison et les émotions.
Le terme d'émotions est cependant relativement récent et ne peut être entièrement confondu avec le concept du thumos. Les émotions englobent les concepts de passion, de sentiments et d'affection.
Chez Platon, le thumos est l’élément émotionnel en vertu duquel nous ressentons la colère et la peur. Pour lui, le thumos est une des trois parties constituant l'aspect mental des humains. Dans Phèdre, il décrit le logos, la raison, comme un conducteur de char guidant deux chevaux: Eros et Thumos, l'amour et la volonté. Dans le livre IV de la République, l'âme est divisée en trois parties :
- Noûs, l'esprit, la raison qui contrôle les désirs avec le thumos ;
- Epithumie, l'aspect physique du désir ;
- Thumos.

Démocrite  utilise le concept d'euthymie (le bon thumos) pour définir un état dans lequel l'âme est calme mais sagace, absente d'influence non raisonnée provenant de la passion. Cet état est pour lui un objectif à atteindre pour tout humain.

## Mégalothymie et Isothymie

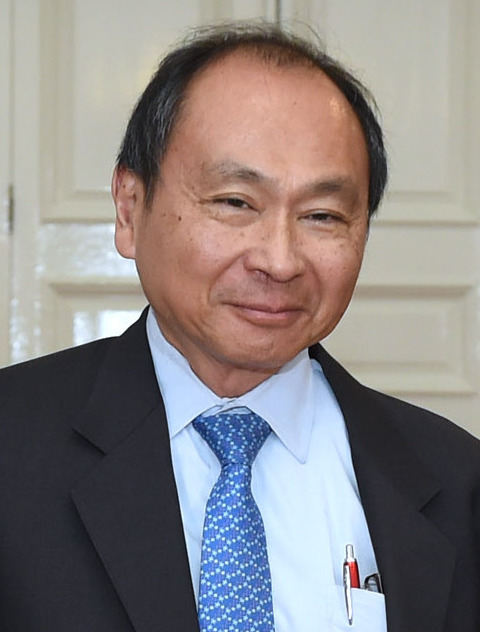
Francis Fukuyama en 2015

La "mégalothymie" désigne la volonté d'être reconnu comme supérieur à autrui (voir Volonté de puissance), tandis que l'isothymie désigne le besoin d'être reconnu comme égal aux autres. Ces deux termes ont été créés par le chercheur en science politique américain Francis Fukuyama, dans son livre The End of History and the Last Man. Selon ce dernier, les problèmes d'ordre politiques ont pour origine un manque de reconnaissance de certains envers le thumos d'autrui. Afin d'exister en harmonie, Fukuyama argumente sur le fait que l'isothymie doit être prédominante à la mégalothymie afin de satisfaire le besoin de chaque humain d'être reconnu. Tout système politique créant des inégalités nourri la mégalothymie de quelques membres de ce dernier tout en déniant le besoin de reconnaissance des autres.